# Прибережний топі
Прибережний топі (Damaliscus lunatus topi) — високосоціальна антилопа з роду Damaliscus. Є підвидом топа.

## Ареал і поширення
Прибережні топі зустрічаються в Кенії в районах річок Ламу, Гарісса і Тана. Раніше вони були знайдені в південному Сомалі на річкових луках у нижній течії річок Шебель і Джуба та навколо озера Бадана; поточної інформації щодо сомалійських популяцій немає. У 1999 році загальна популяція була оцінена в ~100 000 особин.